# Cogulers
Cogulers, també anomenada Cogulés o Cugulés, és una masia situada al municipi d'Odèn, a la comarca catalana del Solsonès. Masia tradicional de la comarca, se'n troben referències des del segle xvi.
La trobem ubicada per sobre els 970 metres d'altitud, a la vora de la rasa homònima, a l'est de la serra d'Odèn, al vessant sud del turó de Sobirans.